# Alfred Delourme
Alfred Delourme (Herzeeuw, 6 december 1921 - Knokke, 14 januari 1996) was een syndicalist van het ABVV .

## Levensloop
Hij ging op 15-jarige leeftijd werken om zijn gezin te onderhouden. Al snel werd hij syndicaal actief als delegee en behaalde een boekhouddiploma aan de 'École industrielle' te Moeskroen. Tijdens de Tweede Wereldoorlog was hij actief in het verzet bij Socrates, tevens vervulde hij de rol van verbindingsfunctionaris bij het Franse verzet. Na de bevrijding werd hij actief binnen het ABVV. Ook werd hij verkozen tot gemeenteraadslid te Moeskroen en vervolgens aangesteld tot schepen. 
In 1971 werd hij voorzitter van de Conseil économique de la Région wallonne (CERW). In 1975 gaf hij zijn ontslag, omwille van een gebrek aan middelen. Hij hernam zijn werkzaamheden nadat de benodigde middelen hem werden toegekend. In 1982 werd hij algemeen secretaris van het ABVV. Vanuit deze hoedanigheid was hij onder meer lid van het Europees Economisch en Sociaal Comité (EESC).
In Herzeeuw is een straat naar hem vernoemd, met name de Alfred Delourmestraat.